# Agalenocosa yaucensis
Agalenocosa yaucensis är en spindelart som först beskrevs av Alexander Petrunkevitch 1929.  Agalenocosa yaucensis ingår i släktet Agalenocosa och familjen vargspindlar.
Artens utbredningsområde är Puerto Rico. Inga underarter finns listade i Catalogue of Life.